# Cymodetta gambosa
Cymodetta gambosa är en kräftdjursart som beskrevs av Bowman och Kuhne 1974. Cymodetta gambosa ingår i släktet Cymodetta och familjen klotkräftor. Inga underarter finns listade i Catalogue of Life.